# Neoempheria merogena
Neoempheria merogena är en tvåvingeart som beskrevs av Yang och Wu 1993. Neoempheria merogena ingår i släktet Neoempheria och familjen svampmyggor.
Artens utbredningsområde är Fujian (Kina). Inga underarter finns listade i Catalogue of Life.